# Ajīrābād
Ajīrābād (persiska: اجير آباد, جير آباد, اجر آباد, Ajrābād) är en ort i Iran.   Den ligger i provinsen Östazarbaijan, i den nordvästra delen av landet, 400 km nordväst om huvudstaden Teheran. Ajīrābād ligger 1 676 meter över havet och antalet invånare är 138.
Terrängen runt Ajīrābād är platt åt sydväst, men åt nordost är den kuperad.Runt Ajīrābād är det ganska tätbefolkat, med 62 invånare per kvadratkilometer. Närmaste större samhälle är Mehrabān, 15,8 km väster om Ajīrābād. Trakten runt Ajīrābād består i huvudsak av gräsmarker.